# La Mailleraye-sur-Seine
La Mailleraye-sur-Seine là một xã thuộc tỉnh Seine-Maritime trong vùng Normandie miền bắc nước Pháp.

## Huy hiệu
| Arms of La Mailleraye-sur-Seine | The arms of La Mailleraye-sur-Seine are blazoned: Gules, fretty Or. |

## Dân số
| Năm | 1962 | 1968 | 1975 | 1982 | 1990 | 1999 | 2006 |
| --- | ---- | ---- | ---- | ---- | ---- | ---- | ---- |
| Dân số | 1584 | 1601 | 1670 | 1694 | 1810 | 1833 | 1960 |
| From the year 1962 on: No double counting—residents of multiple communes (e.g. students and military personnel) are counted only once. |      |      |      |      |      |      |      |